# Курское водохранилище (Курский район)
Курское водохранилище — сооружаемое водохранилище на реке Тускаре (введена в эксплуатацию первая очередь), расположенное на территории Курского района Курской области.

## История
Проект водохранилища был закончен в 1977 году. Строительство началось в 1978 году и в 1991 году было приостановлено. В 2005 году вышло распоряжение Курской области о строительстве первой очереди Курского водохранилища. Первая очередь была введена в эксплуатацию только в 2013 году. В 2015 году завершилось наполнение водохранилища водой. Объем первого пускового комплекса составил 17,7 млн куб. м и площадью зеркала 9,5 кв. км. С 2016 года ведется работа по сооружению второй очереди водохранилища. В результате сооружения второй очереди планируется довести подпорный уровень водохранилища до 166 м, площадь водного зеркала увеличить до 37 тыс. кв. км, запасы воды возрастут до 100 млн кубометров.
Для завершения второй очереди необходимо отселить 12 населенных пунктов Курского и Золотухинского районов: Каменево, Букреевки, Чурилово, Куркино, Волобуево, Сапогово, Сосково, Никольского, Шумской, Мешково, Тазово, Жерновца.

## География
Плотина водохранилища расположено северо-западней города Курска возле деревни Щетинка на реке Тускарь.
Ледостав на водоеме происходит в конце ноября - начале декабря.

### Морфометрия
На 12 марта 2017 года уровень воды в верхней части (у гидроузла) Курского водохранилища составляет 162 м БС, объем воды составляет 21,1 миллиона кубометров. Водохранилище заполнено в полном объеме в соответствии с проектной отметкой. Средняя глубина - около 3,3 метра.
Параметры и показатели первоначального проекта водохранилища были следующими:
- Площадь водосбора - 2320 кв. км.

- Объем годового стока - 196 млн. куб. м (95 % обеспеченности).

- Полное сезонное регулирование.
- НПУ - 165,5 м.
- Площадь зеркала при НПУ - 33 млн. кв. м.
- Объем воды при НПУ - 97 млн. куб. м.
- Площадь мелководий глубиной до 2 м при НПУ - 12,1 млн. кв. м.

## Хозяйственное использование
Водохранилище создавалось с целью: «поддержание водного поверхностного и подземного баланса и улучшение качества поверхностных вод в реках Тускарь и Сейм, а также сохранение качества подземных вод».
На водохранилище развита любительская рыбалка, в зимнее время водоём ежедневно посещают около сотни любителей подлёдного лова.
Некоторые эксперты высказывают сомнения в целесообразности строительства водохранилища, отмечая вред приносимый для экологии региона. Однако другие эксперты приходят в выводу, что завершение строительства позволит обеспечить стабильное водоснабжение жителей и промышленных предприятий города Курска, а так же снизить нагрузку на использование грунтовых вод.